# Jamie Lloyd (regista)
Jamie Lloyd (Poole, 2 maggio 1980) è un regista teatrale britannico.

## Biografia
Dopo aver studiato alla St Bede's School di Hailsham ha debuttato alla regia nel 2007, nella produzione del Leicester Theatre di Sheffield de Il guardiano di Harold Pinter; da allora ha diretto con successo diverse altre opere teatrali del drammaturgo Premio Nobel, di cui è considerato un raffinato interprete. Nel 2008 è diventato co-regista della Donmar Warehouse, un ruolo che ha svolto fino al 2011; in questi anni ha curato la regia di diversi musical e opere di prosa, tra cui il pluripremiato Passion nel 2010.
Nel 2013 ha inaugurato una sua compagnia teatrale, la Jamie Lloyd Company, ed è diventato direttore esecutivo dei Trafalgar Studios nel West End londinese. Nel corso della carriera ha diretto attori di alto profilo, tra cui Sigourney Weaver, Tom Holland, Tom Hiddleston, Jessica Chastain, Stockard Channing, James McAvoy, Martin Freeman, Kit Harington ed Aaron Tveit. Il suo allestimento londinese di Sunset Boulevard, poi riproposto anche a Broadway, gli è valso l'Evening Standard Theatre Award (2023) e il Premio Laurence Olivier alla miglior regia (2024).

### Vita privata
È sposato con l'attrice Suzie Toase e la coppia vive ad Hastings con i tre figli.

## Teatrografia
- Falsettos, Edinburgh Fringe (2001)
- Elegies: a Song Cycle, Arts Theatre di Londra (2004)
- Il guardiano, Crucible Theatre di Sheffield e Tricycle Theatre di Londra (2007)
- The Lover e The Collection, Comedy Theatre di Londra (2008)
- Eric's, Liverpool Everyman di Liverpool (2008)
- Piaf, Donmar Warehouse e Vaudeville Theatre di Londra (2008)
- The Pride, Royal Court Theatre di Londra (2009)
- Tre giorni di pioggia, Apollo Theatre di Londra (2009)
- Cocktail Party, Donmar Warehouse di Londra (2009)
- A House Not Meant to Stand, Donmar Warehouse di Londra (2009)
- The Little Dog Laughed, Garrick Theatre di Londra (2010)
- Company, Donmar Warehouse di Londra (2010)
- Passion, Donmar Warehouse di Londra (2010)
- Polar Bears, Donmar Warehouse di Londra (2010)
- Salome, Hampstead Theatre di Londra (2010)
- Inadmissible Evidence, Donmar Warehouse di Londra (2011)
- The 25th Annual Putnam County Spelling Bee, Donmar Warehouse di Londra (2011)
- The Faith Machine, Royal Court Theatre di Londra (2011)
- Ella si umilia per vincere, National Theatre di Londra (2012)
- La duchessa di Amalfi, Old Vic di Londra (2012)
- La scuola della maldicenza, Theatre Royal di Bath (2012)
- Cyrano de Bergerac, Roundabout di New York (2012)
- The Commitments, Palace Theatre di Londra (2013)
- Macbeth, Trafalgar Studios di Londra (2013)
- Urinetown: The Musical, The Other Place di Londra (2013)
- The Hothouse, Trafalgar Studios di Londra (2013)
- The Pride, Trafalgar Studios di Londra (2013)
- Assassins, Menier Chocolate Factory di Londra (2014)
- Riccardo III, Trafalgar Studios di Londra (2014)
- La tragica storia del Dottor Faust, Duke of York's Theatre di Londra (2015)
- The Ruling Class, Trafalgar Studios di Londra (2015)
- Il ritorno a casa, Trafalgar Studios di Londra (2016)
- Le serve, Trafalgar Studios di Londra (2016)
- The Pitchfork Disney, Shoreditch Town Hall di Londra (2017)
- Killer, Shoreditch Town Hall di Londra (2017)
- Guards at the Taj, Bush Theatre di Londra (2017)
- Apologia, Trafalgar Studios di Londra (2017)
- One for the Road, Harold Pinter Theatre di Londra (2018)
- Lover, Harold Pinter Theatre di Londra (2018)
- Landscape, Harold Pinter Theatre di Londra (2018)
- Party Time, Harold Pinter Theatre di Londra (2018)
- A Slight Ache, Harold Pinter Theatre di Londra (2018)
- Tradimenti, Harold Pinter Theatre di Londra (2019)
- Evita, Regent's Park Open Air Theatre di Londra (2019), London Palladium (2025)
- Cyrano de Bergerac, Playhouse Theatre di Londra (2019)
- Il gabbiano, Playhouse Theatre di Londra (2020)
- Casa di bambola, Hudson Theatre di Broadway (2023)
- The Effect, National Theatre di Londra (2023), The Shed di New York (2024)
- Sunset Boulevard, Savoy Theatre di Londra (2023), Saint James Theatre di Broadway (2024)
- Romeo e Giulietta, Duke of York's di Londra (2024)
- La tempesta, Theatre Royal Drury Lane di Londra (2024)
- Molto rumore per nulla, Theatre Royal Drury Lane di Londra (2025)
- Aspettando Godot, Hudson Theatre di Broadway (2025)